# جوناثان هوميروس لين
جوناثان هوميروس لين (بالإنجليزية: Jonathan Homer Lane)‏ (و. 1819 – 1880 م) هو عالم فلك، وعالم فيزياء فلكية، وفيزيائي من الولايات المتحدة الأمريكية . ولد في جينيسيو (نيويورك) .
توفي في واشنطن العاصمة، عن عمر يناهز 61 عاماً.